# Campionati mondiali di slittino 1957
I Campionati mondiali di slittino 1957, terza edizione della manifestazione, conteggiando anche quella annullata l'anno precedente, furono i primi organizzati dalla Federazione Internazionale Slittino che era stata fondata ufficialmente appena il giorno prima dell'inizio della manifestazione; quest'ultima infatti si tenne il 26 e 27 gennaio 1957 a Davos, in Svizzera, e furono disputate gare in tre differenti specialità: nel singolo uomini ed in quello donne e nel doppio.

## Risultati

### Singolo uomini
Alla gara presero parte 82 atleti in rappresentanza di 14 differenti nazioni; campione uscente era il norvegese Anton Salvesen, nel frattempo ritiratosi dalle competizioni, ed il titolo fu conquistato dal tedesco occidentale Hans Schaller, davanti allo svizzero Bibi Torriani, già campione di hockey su ghiaccio che nel corso della sua carriera riuscì a conquistare due medaglie di bronzo ai Giochi olimpici, ed all'austriaco Erich Raffl.
| Pos. | Atleti               | Nazione        |
| ---- | -------------------- | -------------- |
|      | Hans Schaller        | Germania Ovest |
|      | Bibi Torriani        | Svizzera       |
|      | Erich Raffl          | Austria        |
| 4    | Giovanni Graber      | Italia         |
| 5    | Fritz Nachmann       | Germania Ovest |
| 6    | Josef Strillinger    | Germania Ovest |
| 7    | Erhard Grundmann     | Germania Ovest |
| 8    | Aspreno Müller       | Svizzera       |
| 9    | Josef Lenz           | Germania Ovest |
| 10   | Willibald Leimgruber | Austria        |

### Singolo donne
Alla gara presero parte 23 atlete in rappresentanza di 8 differenti nazioni; campionessa uscente era l'austriaca Karla Kienzl, nel frattempo ritiratasi dalle competizioni, ed il titolo fu conquistato dall'altra austriaca Maria Isser, già vincitrice di due medaglie d'argento nell'edizione di Oslo 1955, davanti alla tedesca occidentale Helga Müller ed all'italiana Brigitte Fink.
| Pos. | Atleti           | Nazione        |
| ---- | ---------------- | -------------- |
|      | Maria Isser      | Austria        |
|      | Helga Müller     | Germania Ovest |
|      | Brigitte Fink    | Italia         |
| 4    | May Torriani     | Svizzera       |
| 5    | Erika Leitner    | Italia         |
| 6    | Freya Aschermann | Germania Est   |
| 7    | Barbara Gorgón   | Polonia        |
| 8    | Stefania Olkuska | Polonia        |
| 9    | Elisabeth Nagele | Svizzera       |
| 10   | Gertraud Beer    | Germania Ovest |

### Doppio
Alla gara presero parte 48 atleti in rappresentanza di 7 differenti nazioni; campioni uscenti erano gli austriaci Hans Krausner e Josef Thaler che conclusero la prova al decimo posto, ed il titolo fu conquistato dai tedeschi occidentali Josef Strillinger e Fritz Nachmann, già vincitori della medaglia di bronzo nell'edizione di Oslo 1955, davanti agli italiani Giorgio Pichler ed Hubert Ebner ed alla coppia austriaca formata da Ewald Walch ed Erich Raffl, quest'ultimo già a medaglia anche nel singolo.
| Pos. | Atleti                            | Nazione        |
| ---- | --------------------------------- | -------------- |
|      | Fritz Nachmann Josef Strillinger  | Germania Ovest |
|      | Giorgio Pichler Hubert Ebner      | Italia         |
|      | Erich Raffl Ewald Walch           | Austria        |
| 4    | Josef Mayr Lenz Raischel          | Germania Ovest |
| 5    | Josef Lenz Nepomuk Beer           | Germania Ovest |
| 6    | David Moroder Andrä Oberhammer    | Italia         |
| 7    | Ryszard Pędrak Barbara Gorgón     | Polonia        |
| 8    | Giovanni Graber Giampaolo Ambrosi | Italia         |
| 9    | Josef Isser Maria Isser           | Austria        |
| 10   | Hans Krausner Josef Thaler        | Austria        |

## Medagliere
| Posizione | Nazione        | Oro | Argento | Bronzo | Totale |
| --------- | -------------- | --- | ------- | ------ | ------ |
| 1         | Germania Ovest | 2   | 1       | 0      | 3      |
| 2         | Austria        | 1   | 0       | 2      | 3      |
| 3         | Italia         | 0   | 1       | 1      | 2      |
| 4         | Svizzera       | 0   | 1       | 0      | 1      |
| Totale    | Totale         | 3   | 3       | 3      | 9      |